# Mundo Cão (1962)
Mondo Cane (bra/prt: Mundo Cão) é um documentário italiano de 1962 dirigido por Paolo Cavara, Gualtiero Jacopetti e Franco Prosperi, que deu origem ao gênero conhecido hoje como shockumentary[carece de fontes?].

## Sinopse
A película narra uma série de viagens por distintas culturas exóticas ao redor do mundo. Foi objeto de numerosas imitações, incluindo o filme Schocking Asia e Faces of Death. 
A canção More, composta por Riz Ortolani e Nino Oliviero, foi indicada, em 1963, ao Oscar de  melhor canção original. Traduzida para o inglês por Norman Newell, foi gravada por Roy Orbison e muitos outros artistas e orquestras do mundo inteiro[carece de fontes?].
Foi indicado à Palma de Ouro, em Cannes, em 1962 , mas perdeu para o O Pagador de Promessas.